# Anta pintada de Antelas
A Anta pintada de Antelas é uma anta localizada na freguesia de Pinheiro, no município de Oliveira de Frades, em Portugal.
Está classificada como monumento nacional desde 1990, também devido ao grande interesse das pinturas rupestres, a vermelho e a preto, que decoram a sua câmara, sendo sem dúvida das melhor conservadas de toda a Península Ibérica. De acordo com as datações obtidas pelo Carbono 14, a sua construção terá ocorrido entre 3.625 e 3.140 a.C., portanto no IV milénio a.C..
É constituída por uma câmara funerária, com oito esteios, de granito, com cerca de 2,5 m de altura, e um corredor ortostático, diferenciado da câmara, em altura e em planta, abrindo-se aproximadamente a nascente.
No interior da câmara todos os esteios têm pinturas bem conservadas e algumas pequenas esculturas, com representações geométricas, abstractas e figurativas (a cor de sangue e zarcão) que poderão ser representações dos sepultados, símbolos de purificação, deuses, figuras astrais e elementos da natureza, constituindo a pedra da cabeceira, o centro da composição pictórica.
Painéis pintados